# Crisis de la deuda latinoamericana
La crisis de la deuda hispanoamericana también conocida como la «década perdida de Hispanoamérica», fue una crisis financiera que se desarrolló a inicios de los años 1980, cuando los países hispanoamericanos alcanzaron un punto en donde su deuda externa excedió su poder adquisitivo y no eran capaces de hacer frente a los compromisos adquiridos de pago.

## Antecedentes

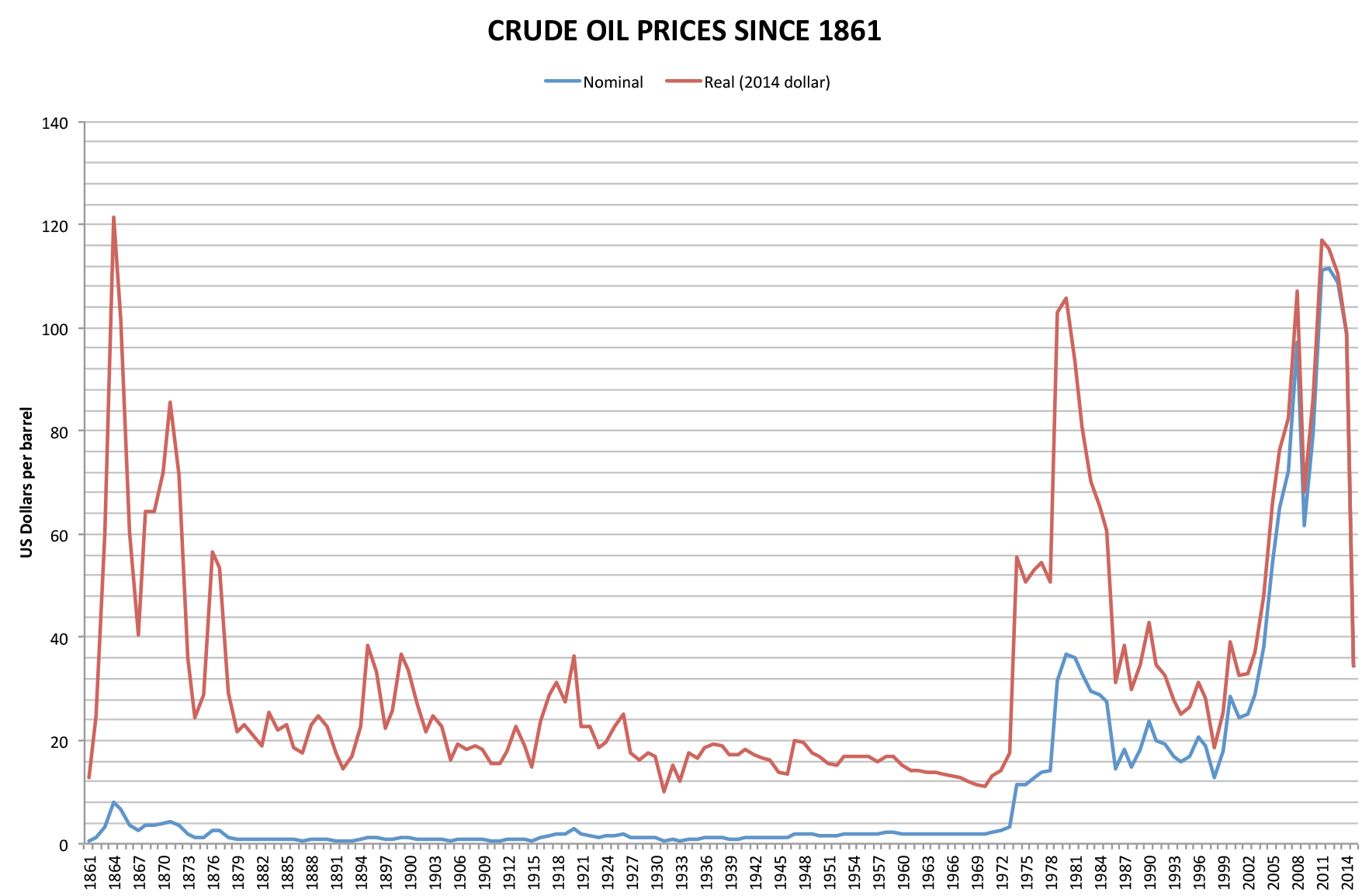
Precios del petróleo crudo en México de 1861 a 2011

En los años 1960 y 1970 muchos países latinoamericanos, especialmente Argentina, Brasil y México, pidieron grandes sumas de dinero a acreedores internacionales para llevar a cabo planes de industrialización, especialmente para programas de infraestructura. Estos países tenían economías crecientes en aquel tiempo, por lo que los acreedores estaban dispuestos a seguir concediendo préstamos. Entre 1975 y 1982, la deuda hispanoamericana con los bancos comerciales aumentó a una tasa anual acumulativa de 20,4%. Esto llevó a que hispanoamericana cuadruplicara su deuda externa de 75 mil millones de dólares en 1975 a más de 315 mil millones de dólares en 1983, lo que significaba el 50% del producto interno bruto (PIB) de la región. El servicio de la deuda (pago de intereses y de la devolución del principal) creció aún más rápido, alcanzando 66 mil millones de dólares en 1982, frente a los 12 mil millones de dólares en 1975. El crecimiento económico de los años anteriores había permitido situar a los países hispanoamericanos en un lugar intermedio entre las economías más industrializadas y el resto del mundo, en vía de desarrollo.

## Comienzo de la crisis
Cuando la economía mundial entró en recesión en los años 1970 y continuó en principios de los 1980 y los precios del petróleo se dispararon debido a la Crisis del petróleo de 1973, se creó un punto muerto para la mayoría de los países de la región. Los países en vías de desarrollo se encontraron en una desesperada crisis de liquidez. Los países exportadores de petróleo —abundantes en dinero después de las alzas en el precio de dicha materia prima en 1973 y 1974— invirtieron su dinero en bancos internacionales, que "reciclaron" la mayor parte del capital en forma de préstamos a los gobiernos hispanoamericanos. Dado que las tasas de interés aumentaron en Estados Unidos y en Europa en 1979, los pagos de deudas también aumentaron, por lo que fue más difícil para los países pagar sus deudas contraídas. El deterioro del tipo de cambio con el dólar estadounidense significó que los gobiernos latinoamericanos terminaran debiendo enormes cantidades en sus monedas nacionales, por lo que se perdió el poder adquisitivo. La contracción del comercio mundial en 1981 hizo que los precios de las materias primas (la mayor exportación de Hispanoamérica) cayeran.
Mientras la peligrosa acumulación de deuda externa se produjo durante varios años, la crisis de la deuda comenzó cuando los mercados internacionales de capitales se dieron cuenta de que Hispanoamérica no sería capaz de pagar sus préstamos. Esto ocurrió en agosto de 1982, cuando el secretario de Hacienda de México, Jesús Silva-Herzog Flores, afirmó que el país ya no sería capaz de pagar su deuda. México declaró que no podía cumplir con las fechas de vencimiento de los pagos y anunció unilateralmente una moratoria de 90 días, también solicitó una renegociación de los plazos de pago y nuevos préstamos con el fin de cumplir sus obligaciones previas.
A raíz del incumplimiento de México, los bancos comerciales redujeron significativamente o detuvieron la entrega de nuevos préstamos a Hispanoamérica. Como gran parte de los préstamos hispanoamericanos eran a corto plazo, la crisis sobrevino cuando fue rechazada su refinanciación. Miles de millones de dólares de préstamos que habían sido refinanciados, eran ahora debidos con vencimiento inmediato.
Los bancos tuvieron que reestructurar de alguna forma las deudas para evitar el pánico financiero; esto supuso nuevos préstamos con condiciones muy estrictas, así como la exigencia de que los países deudores aceptaran la intervención del Fondo Monetario Internacional (FMI).

## Efectos
La crisis de deuda de 1982 fue la más seria en la historia de Hispanoamérica. Los ingresos se desplomaron; el crecimiento económico se estancó; debido a la necesidad de reducir las importaciones, el desempleo aumentó a niveles alarmantes y la inflación redujo el poder adquisitivo de las clases medias.
En respuesta a la crisis, la mayoría de las naciones debieron abandonar sus modelos económicos de industrialización por sustitución de importaciones y adoptaron una estrategia de crecimiento orientada hacia las exportaciones, estrategia fomentada por el Fondo Monetario Internacional, aunque hubo excepciones como Chile o Costa Rica que adoptaron estrategias reformistas. Un proceso masivo de fuga de capitales, particularmente hacia Estados Unidos, produjo una mayor depreciación de los tipos de cambio, aumentando el tipo de interés real de la deuda. La tasa de crecimiento real del PIB (producto interno bruto) para la región fue de sólo 2,3% entre 1980 y 1985. Entre 1982 y 1985, Hispanoamérica pagó 108 mil millones de dólares.
La crisis de la deuda es uno de los elementos que contribuyó al colapso de algunas dictaduras en la región, como la Dictadura militar en Brasil y la dictadura militar en Argentina.